# West Pennard
West Pennard est une paroisse civile et un village du Somerset, en Angleterre.